# Sisu (begrepp)

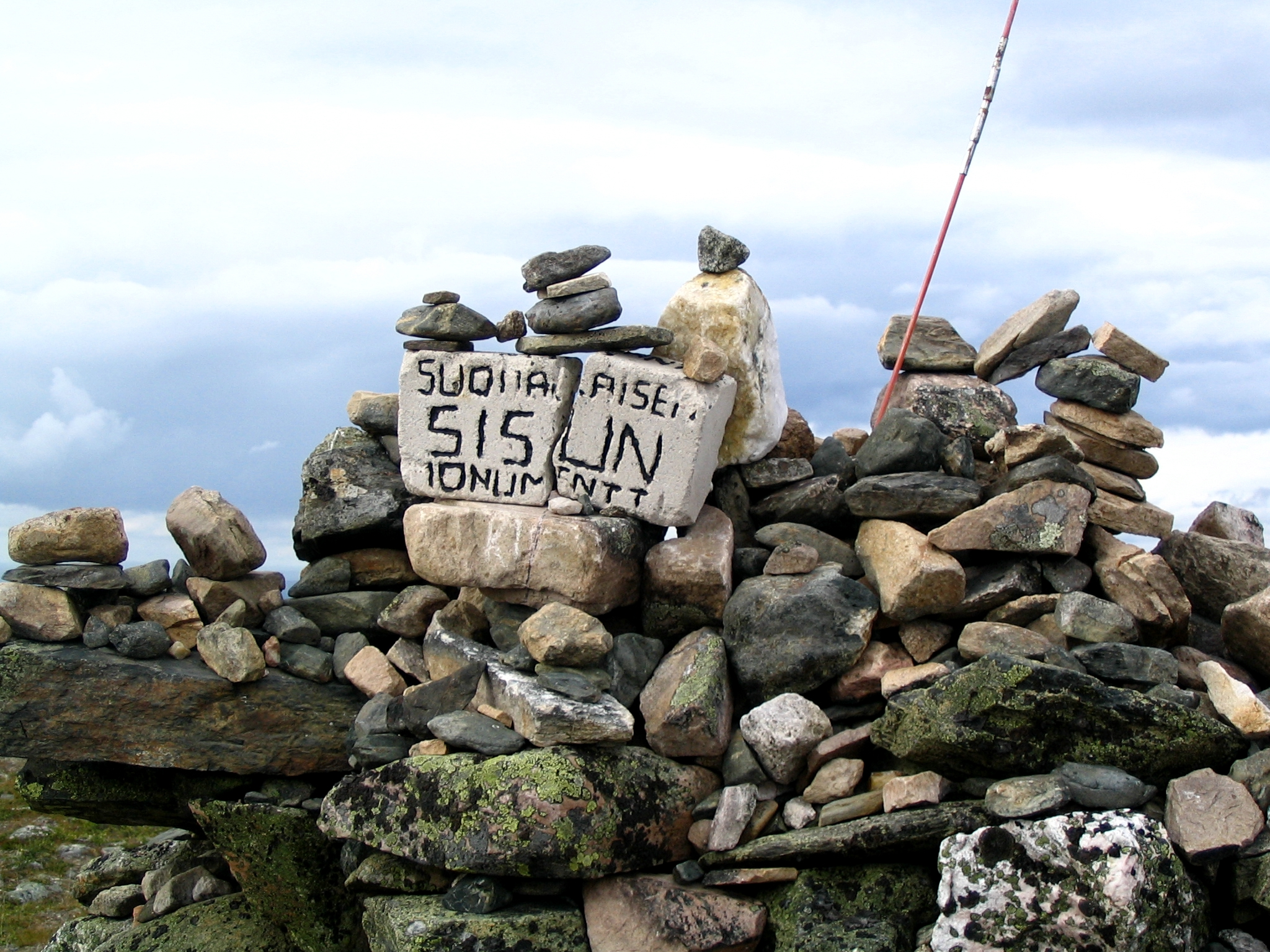
"Monument över finländsk sisu" på toppen av ett fjäll längs med Hetta-Pallas-vandringsleden i Pallas-Yllästunturi nationalpark

Sisu (finlandism uttal (fil)) är ett finländskt begrepp som betecknar fysisk och andlig kraft, seg uthållighet, envis ihärdighet, energi, kampvilja, etc. Ordet används brett inom finländsk kultur och har inte exakt översättning på andra språk. Sedan 2013 har Sisu forskats om inom positiv psykologi(en).

## Begreppets historia
Enligt Elias Lönnrot (1802–1884) har ordet Sisu tre betydelser: 1) det som finns inuti, innanmäte, 2) inre, sinnelag, lynne, hjärta, 3) mod, ilska, ondska.
Sisu blev under 1900-talets första decennier något av ett modeord och började även användas i finlandssvenskan och rikssvenskan, framför allt när det gällde att beskriva finländares topprestationer inom idrotten.
I samband med vinterkriget 1939–1940 införlivades ordet temporärt med den internationella vokabulären.

## Inom psykologi
Akademisk forskning om sisu kom igång år 2013 då begreppet behandlas inom positiv psykologi vid 3rd World Congress on Positive Psychology. Inom samtida psykologi har sisu visat sig ha både fördelaktiga och skadliga sidor som kan mätas med hjälp av en angiven skala.

## Som namn
Ordet sisu förekommer utbrett inom finländsk kultur och har getts som namn åt bland annat fordonstillverkare Sisu auto, pansarterrängbilen Sisu XA-180 (Pasi), isbrytare Sisu (1975), och finsk lakrits Sisu tillverkad av Cloetta.
Mount Sisu(nn) är ett berg på Antarktis som namngavs år 1997 av finländare Veikka Gustafsson and Patrick Degerman, bergets första bestigare.
Som förnamn har Sisu blivit allt vanligare i Finland. År 2023 fanns det nästa 3000 personer i Finland med förnamnet Sisu.
I januari 2023 utkom actionfilmen Sisu(fi) som utspelar sig i finska Lappland år 1944.

## Publikationer om Sisu
- Seppo Knuuttila (1998). ”Sisu”. i Olli Alho (på tyska). Kulturlexikon Finnland. Helsingfors: Finnische Literaturgesellschaft. sid. 282. ISBN 9517460325
- Lahti, Emilia (2019). Embodied fortitude: An introduction to the Finnish construct of sisu. International journal of wellbeing. https://www.internationaljournalofwellbeing.org/index.php/ijow/article/view/672
- Joanna Nylund (2018) (på engelska). Sisu – The Finnish Art of Courage. Octopus Publishing Group. ISBN 9781856753807
- Katja Pantzar (2018) (på engelska). The Finnish Way – Finding Courage, Wellness, and Happiness through the Power of Sisu. Tarcherperigee. ISBN 9780143132998
- Katja Pantzar (2022). Everyday Sisu – Tapping Into Finnish Fortitude for a Happier, More Resilient Life. TarcherPerigee. ISBN 059341926X